# Pedro (canción de Raffaella Carrà)
Pedro o Maria Marì es un sencillo de la cantante italiana Raffaella Carrà. Publicado en mayo de 1980 para el undécimo álbum de estudio Mi spendo tutto.

## Descripción
Contiene dos canciones extraídas del álbum  Mi spendo tutto del mismo año, alcanzará la 5ª posición en la clasificación semanal de las 45 vueltas más vendidas durante 1980.
Arreglos y dirección de Paolo Ormi.

## Pedro
El texto, bastante irónico, describe la aventura de una turista de vacaciones en Santa Fe, con un «chico» llamado Pedro, quien al principio se ofrece como guía turístico y luego se convierte en su amante.
De la canción existe una versión en españolcon el compositor de Luis Gómez Escolar;disponible tanto en el álbum titulado Latino (1980), que recoge la traducción de todas las pistas de Mi spendo tutto, como (remasterizado) en la caja Raffica - Balletti & Duetti publicado en 2008.
Roberta Modigliani, doblada por la vocalista Alessia Marinangeli, interpreta una versión en la segunda edición de la transmisión televisiva Non è la RAI (92/93), posteriormente retomada en la tercera edición (93/94) e incluida en la colección Non è la Rai de 1993.
En 1999 en los álbumes de remixes Fiesta - Los grandes éxitos para Italia y Fiesta - Grandes Éxitos para los mercados latinos, Raffaella vuelve a proponer la canción en versión dance, cantada en italiano y en español, respectivamente.
En 2024, 44 años después de su publicación, el tema vuelve a ser popular, se volvió viral gracias a la plataforma TikTok con su remix techno creado por los DJs Jaxomy y Agatino Romero, que Pedro consigue primero encontrar éxito en las plataformas digitales de la Federación Rusa,y luego globalmente, apareciendo en muchas clasificaciones nacionales,y haciendo de Raffaella Carrà la primera mujer italiana en alcanzar la posición más alta de la historia en el ranking mundial «Top 50 Global» de Spotify.

## Maria Marì
Lado B del individual.
La versión en español, letra de Manolo Díaz (alias Manuel Ángel Díaz Martínez), se encuentra en el álbum Latino (1980) publicado únicamente en países hispanos.

## Versión de Jaxomy y Agatino Romero
Casi tres años después de la muerte de Raffaella Carrà, y 44 años después del lanzamiento de la canción original, en 2024, los productores alemanes Jaxomy y Agatino Romero remezclaron la canción. Fue lanzado digitalmente el 20 de febrero de 2024. Se hizo viral en YouTube y TikTok en abril cuando se publicó un vídeo de un kit de mapache sobre una cámara giratoria.

### Posicionamiento en listas
| Lista (2024)                              | Posición |
| ----------------------------------------- | -------- |
| Austria (Ö3 Austria Top 40)               | 4        |
| Bélgica (Flandes) (Ultratop 50)           | 7        |
| Bélgica (Valonia) (Ultratop 50)           | 30       |
| CEI (Tophit)                              | 61       |
| Croatia (Billboard)                       | 16       |
| Croatia (HRT)                             | 2        |
| República Checa (Rádio Top 100)           | 25       |
| República Checa (Singles Digitál Top 100) | 2        |
| Denmark (Tracklisten)                     | 12       |
| Estonia Airplay (TopHit)                  | 1        |
| Finlandia (OFC)                           | 3        |
| France (SNEP)                             | 34       |
| Alemania (Offizielle Deutsche Charts)     | 3        |
| Global 200 (Billboard)                    | 37       |
| Greece International (IFPI)               | 26       |
| Hungría (Dance Top 40)                    | 2        |
| Hungría (Single Top 40)                   | 5        |
| Iceland (Plötutíðindi)                    | 17       |
| Irlanda (IRMA)                            | 48       |
| Italy (FIMI)                              | 44       |
| Latvia (LAIPA)                            | 5        |
| Lithuania (AGATA)                         | 3        |
| Lithuania Airplay (TopHit)                | 1        |
| Países Bajos (Dutch Top 40)               | 7        |
| Países Bajos (Mega Single Top 100)        | 8        |
| New Zealand Hot Singles (RMNZ)            | 19       |
| Norway (VG-lista)                         | 18       |
| Poland (Polish Airplay Top 100)           | 23       |
| Poland (Polish Streaming Top 100)         | 9        |
| Portugal (AFP)                            | 26       |
| Eslovaquia (Rádio Top 100)                | 16       |
| Eslovaquia (Singles Digitál Top 100)      | 1        |
| España (Top 100 Canciones)                | 18       |
| Sweden (Sverigetopplistan)                | 15       |
| Suiza (Schweizer Hitparade)               | 7        |
| Ukraine Airplay (TopHit)                  | 26       |
| Reino Unido (UK Singles Chart)            | 57       |
| Reino Unido (UK Dance Chart)              | 16       |
| US Hot Dance/Electronic Songs (Billboard) | 12       |
| US World Digital Song Sales (Billboard)   | 8        |

| Lista (2024)               | Posición |
| -------------------------- | -------- |
| CIS Airplay (TopHit)       | 65       |
| Estonia Airplay (TopHit)   | 3        |
| Lithuania Airplay (TopHit) | 1        |
| Ukraine Airplay (TopHit)   | 49       |

### Certificaciones
| País                                                                  | Certificación | Ventas unidades |
| --------------------------------------------------------------------- | ------------- | --------------- |
| Bélgica (BEA)                                                         | Oro           | 20,000‡         |
| Canadá (Music Canada)                                                 | Oro           | 40,000‡         |
| Hungría (MAHASZ)                                                      | Platino       | 4,000‡          |
| Italia (FIMI)                                                         | Oro           | 50,000‡         |
| Polania (ZPAV)                                                        | Platino       | 50,000‡         |
| España (PROMUSICAE)                                                   | Oro           | 30,000‡         |
| Suiza (IFPI Switzerland)                                              | Oro           | 10,000‡         |
| ‡ Cifras de ventas y transmisión basadas únicamente en certificación. |               |                 |

## Lista de canciones
Lado A
Pedro – 3:20 (texto: Gianni Boncompagni – músico: Gianni Boncompagni, Franco Bracardi, Paolo Ormi)
Lado B
Maria Marì – 5:25 (texto: Gianni Boncompagni, Gianni Belfiore – músico: Gianni Boncompagni, Paolo Ormi)

## Posicionamiento en lista
| Lista (1980) | Posición |
| ------------ | -------- |
| Italia       | 5        |